# Borough of Worthing
Borough of Worthing  är ett distrikt (motsvarande kommun) i grevskapet West Sussex i England, Storbritannien. Distriktet har 112 044 invånare (2022) Det omfattar staden Worthing.